# Freden i Oslo
Freden i Oslo var ett fredsfördrag mellan Norge och Sverige under hertig Erik som slöts i Oslo 22 mars 1310. Freden bekräftade stilleståndet i Stenjö 12 mars som stoppade krigshändelserna mellan länderna. Borgarna Kungahälla, Varberg och Hunehals återlämnades till Norge. Hertig Erik erkändes som norsk tronföljare om kung Håkon skulle dö utan manlig arvinge och återupprättade förlovningen mellan kung Håkons dotter Ingeborg och hertig Erik. Dessutom upprättades ett försvarsförbund mellan Sverige och Norge. Detta anses ha varit en stark påtryckning på Danmark inför de förestående fredsförhanligarna i Helsingborg (se freden i Helsingborg).